# 安战军
安战军（？—），男，中国影视导演，北京电视艺术中心导演。代表作有《红棉袄红棉裤》、《美丽的家》、《血性山谷》等。